# Volksbeat
Volksbeat – piętnasty album punk rockowej piosenkarki Niny Hagen, nagrany i wydany w 2011 roku.

## Lista utworów
1. Bitten Der Kinder
2. Ick Lass Mir Doch Vom Teufel Nich
3. Killer
4. Ermutigung
5. Ich Bin
6. Das 5. Gebot
7. Menschen Sind Kompatibel
8. Wir Sind Das Volk
9. Soma Koma
10. Jesus Ist Ein Freund Von Mir
11. Süsses, Süsses Lied Der Errettung
12. Keiner Von Uns Ist Frei
13. Noch Ein Täss'chen Kaffee
14. Nicht Vergessen
15. Dieser Zug Fährt Richtung Freiheit